# Norris Cole
Norris Gene Cole II (Dayton (Ohio), 13 de outubro de 1988) é um jogador de basquetebol profissional norte-americano que atualmente joga pelo Maccabi Tel Aviv na Euroliga e Ligat HaAl.
É bicampeão da NBA pelo Miami Heat em 2012 e 2013.

## Carreira

### Miami Heat (2011–2015)
Cole foi selecionado pelo Chicago Bulls na primeira rodada do Draft da NBA de 2011 como a 28ª escolha geral, mas depois de uma série de acordos os seus direitos foram negociados com o Minnesota Timberwolves, que em seguida o negociou com o Miami Heat.
Cole impressionou os treinadores e companheiros de equipe depois de uma pré-temporada sólida, quando ele teve médias de 9,5 pontos e 4,5 assistências. Ele também impressionou o público de âmbito nacional, quando no primeiro jogo do Heat em casa contra o Boston Celtics, marcou 14 pontos no último quarto (fazendo muitos arremessos cruciais nos minutos finais) para garantir a vitória de Miami. Cole terminou o jogo com um total de 20 pontos, 4 assistências, 4 rebotes e 3 roubos de bola, se tornando o quarto jogador novato na história do Heat a marcar pelo menos 20 pontos em um jogo.
Cole inicialmente foi deixado de fora do Desafio dos Novatos de 2012, mas devido a crescente aclamação por Jeremy Lin, que foi adicionado mais tarde ao grupo, Cole foi selecionado como o 20º novato, a fim de igualar a concorrência. Ele marcou 18 pontos, deu 6 assistências e conseguiu 4 roubos de bola no jogo.
Cole terminou a temporada de 2011–12 com médias de 6,8 pontos, 2,0 assistências e 1,4 rebotes por jogo, com aproveitamento de 39% dos arremessos de quadra, sendo reserva do armador da equipe Mario Chalmers. Nos playoffs, o Heat venceu o New York Knicks na primeira rodada. Na segunda rodada, venceu o Indiana Pacers e depois derrotou o Boston Celtics para chegar às Finais da NBA contra o Oklahoma City Thunder. Miami venceu a série por 4–1 e Norris ganhou seu primeiro campeonato da NBA.
Cole jogou 80 jogos (4 como titular) na temporada seguinte, e obteve médias de 5,6 pontos e 2,1 assistências. Nos playoffs, Cole teve média de 6 pontos por jogo, incluindo dois jogos consecutivos de 18 pontos contra os Bulls, nos Jogos 2 e 3 da série da segunda rodada. Ele foi expulso no Jogo 7 das Finais da Conferência Leste de 2013 pelo árbitro Ken Mauer, depois de dar um empurrão em Jeff Ayres, do Indiana Pacers, que também foi expulso no final do último quarto, quando Miami tinha uma vantagem de 26 pontos. Miami foi o campeão da conferência e chegou às Finais novamente. A equipe foi campeã novamente, vencendo o San Antonio Spurs por 4–3, o segundo título de Cole.
O Heat voltaria a enfrentar o San Antonio nas Finais de 2014, mas Miami perderia a série em cinco jogos. Cole foi o único jogador do Heat que tinha um contrato com a equipe para a próxima temporada.

### New Orleans Pelicans (2015–2016)
Em 19 de fevereiro de 2015, Cole foi negociado com o New Orleans Pelicans em um acordo entre três equipes envolvendo também o Phoenix Suns. Dois dias depois, ele fez sua estreia contra sua antiga equipe, o Miami Heat. Em pouco menos de 30 minutos, Cole saiu do banco e registrou 12 pontos, 6 rebotes e 3 assistências em uma vitória por 105–91. Cole se tornou o substituto de Jrue Holiday, enquanto estava lesionado. Os Pelicans chegaram aos playoffs, mas foram eliminados na primeira rodada pelos eventuais campeões, o Golden State Warriors.
Em junho de 2015, os Pelicans ofereceram 3,03 milhões de dólares para tornar Cole um agente livre restrito. Em 17 de setembro, Cole assinou novamente com os Pelicans, aceitando a oferta de um ano de 3,03 milhões de dólares. Em 1 de dezembro, fez seu primeiro jogo na temporada de 2015–16 depois de perder os primeiros 17 jogos dos Pelicans devido a uma lesão no tornozelo esquerdo. Em menos de 23 minutos, ele saiu do banco e marcou 11 pontos em uma derrota para o Memphis Grizzlies. Em 2 de janeiro de 2016, conseguiu seu segundo duplo-duplo na carreira, com 16 pontos e 12 rebotes, seu maior número na carreira, em uma vitória por 105–98 sobre o Dallas Mavericks. Em 6 de fevereiro, ele marcou sua pontuação mais alta na carreira com 26 pontos em uma derrota para o Cleveland Cavaliers.

### Shandong Golden Stars (2016)
Em 5 de outubro de 2016, Cole assinou com Shandong Golden Stars da Associação Chinesa de Basquete. Em 30 de novembro, ele foi dispensado do Shandong depois de atuar em nove jogos.

### Oklahoma City Thunder (2017–presente)
No dia 1º de março de 2017, Cole assinou com o Oklahoma City Thunder.

## Estatísticas na NBA
| † | Campeão da temporada da NBA |

### Temporada regular
| Ano      | Equipe      | PJ  | PT | MPJ  | AP   | 3P   | LL   | RT  | AS  | BR | TO | PPJ  |
| -------- | ----------- | --- | -- | ---- | ---- | ---- | ---- | --- | --- | -- | -- | ---- |
| 2011–12  | Miami†      | 65  | 2  | 19.4 | .393 | .276 | .776 | 1.4 | 2.0 | .7 | .0 | 6.8  |
| 2012–13  | Miami†      | 80  | 4  | 19.9 | .421 | .357 | .650 | 1.6 | 2.1 | .7 | .1 | 5.6  |
| 2013–14  | Miami       | 82  | 6  | 24.6 | .414 | .345 | .779 | 2.0 | 3.0 | .9 | .1 | 6.4  |
| 2014–15  | Miami       | 47  | 23 | 24.4 | .386 | .265 | .696 | 2.3 | 3.5 | .9 | .2 | 6.3  |
| 2014–15  | New Orleans | 28  | 2  | 24.4 | .444 | .378 | .743 | 1.8 | 3.2 | .5 | .3 | 9.9  |
| 2015–16  | New Orleans | 45  | 23 | 26.6 | .405 | .324 | .800 | 3.4 | 3.7 | .8 | .1 | 10.6 |
| Carreira |             | 347 | 60 | 22.7 | .409 | .326 | .741 | 2.0 | 2.8 | .8 | .1 | 7.1  |

### Playoffs
| Ano      | Equipe      | PJ | PT | MPJ  | AP   | 3P   | LL   | RT  | AS  | BR | TO | PPJ |
| -------- | ----------- | -- | -- | ---- | ---- | ---- | ---- | --- | --- | -- | -- | --- |
| 2012     | Miami†      | 19 | 0  | 8.9  | .324 | .250 | .778 | .5  | .6  | .4 | .0 | 1.8 |
| 2013     | Miami†      | 21 | 0  | 19.9 | .480 | .531 | .737 | 1.9 | 2.0 | .7 | .1 | 6.1 |
| 2014     | Miami       | 20 | 0  | 20.2 | .410 | .375 | .867 | 1.1 | 1.8 | .5 | .1 | 4.6 |
| 2015     | New Orleans | 4  | 0  | 26.5 | .417 | .214 | .667 | 1.8 | 1.8 | .0 | .3 | 8.8 |
| Carreira |             | 64 | 0  | 17.2 | .427 | .388 | .783 | 1.2 | 1.5 | .5 | .1 | 4.5 |

## Vida pessoal
Cole era um membro da National Honor Society e serviu como Salutatorian em sua classe de colegial. Ele obteve o grau de bacharel em ciências da saúde no Estado de Cleveland. 
Cole é primo de Trent Cole, jogador de defesa do Philadelphia Eagles.